# 郑蕴侠
郑蕴侠（1907年5月—2009年7月10日），江西临川人，上海法学院法律系、黄埔军校四期毕业，中华民国少将，中统成员。曾任国民政府中央司法院法制专员、军法执行总监部司法长、中国国民党中央执行委员会调查统计局少将专员等职务，1949年任中华民国国防部新编反共救国军第一军少将政治部主任兼特别党部书记长。中华人民共和国成立后，他在四川涪陵（现属重庆市）和贵州务川一带“潜伏”8年之久，1958年5月20日，被重庆市公安局逮捕，1975年12月20日，郑蕴侠获特赦，任务川县第二中学教师、务川县政协驻会委员。2009年7月10日，郑蕴侠在贵州去世，享年102岁。